# Братская могила воинов 43-й дивизии
Братская могила воинов 43-й гвардейской Латышской дивизии, погибших при освобождении Псковской области от немецко-фашистстких захватчиков — воинское захоронение, расположенное на окраине деревни Монаково Новосокольнического района Псковской области. В 7 братских могилах комплекса покоятся останки 2452 бойцов, в числе которых Герои Советского Союза гвардии подполковник Ян Райнберг и девушка-снайпер Алия Молдагулова. Мемориальный комплекс является памятником истории и охраняется государством как объект культурного наследия России регионального значения.

## История
В январе 1944 года в Новосокольническом районе проходили тяжёлые бои — 20-я и 22-я армии в рамках Ленинградско-Новгородской операции прорывали здесь оборону частей вермахта. В окрестностях деревни Монаково действовала 43-я гвардейская стрелковая дивизия вместе с отдельным лыжным батальоном 33-й стрелковой дивизии. Сводная группа в составе примерно 700 бойцов под командованием подполковника Яна Райнберга утром 14 января стремительным рывком овладела Монаково, захватив пленных и знамя противника. Но, перегруппировавшись, части вермахта пошли в контрнаступление; к исходу дня, когда подошли основные силы советской армии, группа Райнберга отбила 18 немецких контратак, в том числе с использованием бронетехники. В ходе этого боя большая часть отряда, включая самого Райнберга, погибла и была похоронена в братской могиле возле села.
В тот же день, 14 января 1944 года, в боях за расположенное в том же районе села Казачиха погибла девушка-снайпер Алия Молдагулова. Согласно архивным документам она также была похоронена в братской могиле в селе Монаково.
В 1947 году на братской могиле на средства Латвийской ССР был установлен памятник. В 1968 году на их же средства монумент был отремонтирован. Постановлением Совета Министров РСФСР от 4 декабря 1974 года мемориал был признан памятником истории регионального значения. В 2014—2015 годах центральный обелиск кладбища прошёл капитальный ремонт, причём на вершине обелиска в качестве символа мира было сохранено гнездо, построенное белым аистом. Также в рамках этих работ была сооружена стена, по стилю похожая на стену московского Кремля, на которой разместили таблички с именами покоящихся в братской могиле бойцов. Торжественное открытие обновлённого при участии казахстанских бизнесменов и официальных лиц мемориала состоялось 6 мая 2015 года, в преддверии празднования 70-летия Победы.

## Описание
Мемориальный комплекс находится на юго-западной окраине деревни Монаково Новосокольнического района Псковской области на участке 45×24 м, расположенном вдоль дороги А122. Центральным элементом композиции является многоступенчатый обелиск из 5 кубов последовательно убывающего размера высотой 8,5 м. На вершине монумента расположено гнездо белого аиста. С двух сторон от центрального стоят ещё два небольших обелиска, высота которых — 2,5 м. С задней стороны композиция завершена краснокирпичной стеной, стилистически похожей на стену московского Кремля, на которой закреплены таблички с именами бойцов, похороненных в братской могиле, а также отдельная табличка, посвящённая безымянным солдатам. Сбоку от центральной композиции находится могила Яна Райнберга, ближе к Монаково — гранитные плиты с именами захороненных.
Согласно данным ОБД «Мемориал», на территории мемориального комплекса, состоящего из 7 братских могил, похоронены останки 2452 человек, имена 2258 из которых известны, а 194 не определены. Значительную часть похороненных в Монаково красноармейцев составляют выходцы из Казахской ССР, велико здесь число латышей, есть грузины, армяне, белорусы и русские. В числе похороненных здесь — Герои Советского Союза Ян Райнберг и Алия Молдагулова, а также снайпер-ас Тулеугали Абдыбеков и разведчик Григорий Постольников.

### Комментарии
1. ↑  Место захоронения Алии Молдагуловой оспаривается некоторыми исследователями[10].